# El Trébol (Santa Fe)
El Trébol es una ciudad y municipio del departamento San Martín, ubicada en el centro oeste de la provincia de Santa Fe, Argentina, a 187 km de la capital provincial, a 157 km de la ciudad de Rosario y a 31 km del límite de la Provincia de Córdoba.

## Toponimia
Fue el resultado de que la empresa británica de FF.CC. Ferrocarril Central Argentino nombró a tres estaciones consecutivas con plantas simbólicas para las islas británicas: Las Rosas («The Roses», en referencia a Inglaterra), Los Cardos («The Thistles», por Escocia), y El Trébol («The Clover», un símbolo de Irlanda). 
Es entonces, que el nombre de "El Trébol" se alude a la presencia de inmigrantes de origen irlandés, y que mediante esta nomenclatura, se tendiera a homenajear a esta comunidad. Por otro lado, también durante la construcción del ramal ferroviario de Cañada de Gómez a la estancia "Las Yerbas", participaron muchos obreros cuyo país de origen era Irlanda. 

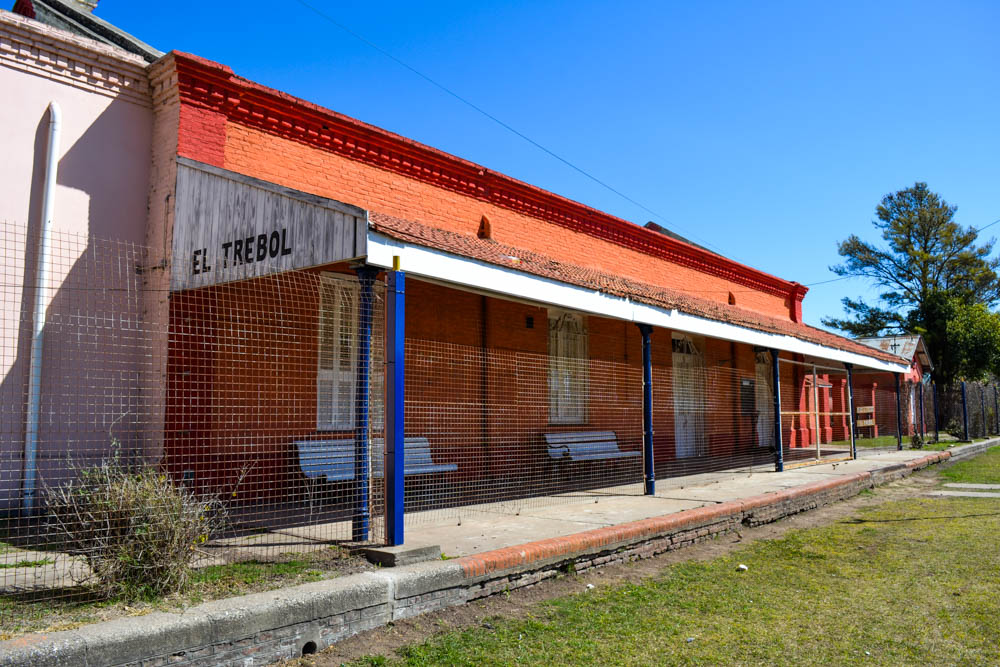
Estación de trenes en la Ciudad de El Trébol

Se caracteriza por su producción agrícola-ganadera, encontrándose en una de las cuencas lecheras, de la región pampeana (las otras en Rafaela (Santa Fe), y en Suipacha (Buenos Aires).

## Orígenes y fundación
Se menciona en primera instancia, la presencia de las comunidades originarias en diversos parajes, cercanos éstos, al actual emplazamiento de la localidad.
Una de las más cercanas, es la tribu de los Querandíes, ubicada a decenas de kilómetros del lugar.
Se hace mención, que en la zona, al existir carencias de cursos de agua de importancia, no permitió el establecimiento de esas comunidades originarias; pero con el paso del tiempo, las extensiones de la llanura empezaron a cercarse y a dividirse en las primeras estancias.
Haciéndose referencia a estos hechos, una investigación detallista llegaba a figurar que en el año 1814, Agustín Rosa Mosqueda solicitaba al gobernador Eustaquio Díaz Vélez, una fracción de terreno situada al oeste de Coronda, como a diez leguas, en torno a la recordada Isleta de Martínez.
Cayetano Livi, quien fue el encargado de este trabajo, tras su ejercicio de agrimensor, no pudo determinar si esta persona (Rosa Mosqueda) se hubiese instalado en la correspondiente fracción de tierra, pero llega a la conclusión de que estos fueron hechos donde la provincia de Santa Fe reclamaba su autonomía provincial, y los problemas de límites y espacios de tierra que le correspondiesen eran frecuentes.
En su posterior investigación, Livi encontró que en 1865 se hallaba la presencia de la población de "Ventura Zuarez", un vecino, que se dedicaba a cuidar la estancia de Thomas Armstrong, sitio que actualmente queda en distrito El Trébol, en su ángulo noreste. En 1866, el estado vende las tierras donde se construirían las estancias "Los Laureles" y "Las Taperitas". En 1868, Marcelino Freyre, realiza la denuncia mediante el agrimensor Baltasar de sus terrenos sobre parte de la venta de los lotes que 2 años atrás el estado había vendido. Es en esta porción de tierra, en la margen sur de "Las Taperitas" que aparece el nuevo poblador Chacón, cercano a la conocida laguna "de Garro". Y para mencionar, en 1873, Ana María Southam, junto a su padre Robert, viajaron a su nueva estancia, con el propósito de conocer su futura tierra, pero a manos de ladrones, que con la idea de asaltar a los mismos, los terminaron asesinando.
Entre una recopilación, se hace saber la existencia luego de muchos otros pobladores de estancias cercanas preocupadas por el acontecimiento antes citado.
Posteriormente, con el paso del tiempo, se llevan a cabo las nuevas trazas de los campos y propiedades en la región; conformándose así las nuevas estancias, que darían origen a la primitiva comunidad.

### El Ferrocarril
Factor indispensable en el desarrollo de las estancias y comunidades recientemente creadas, el ferrocarril contribuyó a la formación de numerosos centros poblados y colonias agrícolas en la provincia y en el país.
Cuando se gozaba de la construcción de un ramal ferroviario que unió las ciudades de Rosario y Córdoba en la década de 1860; una nueva idea salía a flote: la construcción del tendido de vías que iniciando del ramal de Rosario a la capital mediterránea, recorriera los sectores del oeste de la provincia, en los departamentos Iriondo y San Gerónimo, que actualmente se encuentran desmembrados en Iriondo y Belgrano para el primero, y en San Gerónimo y San Martín para el segundo. El 7 de julio de 1886, los hermanos Hume consiguen el permiso para realizar su proyecto de construcción del ramal. Pero esta empresa se vería afectada por la influencia del Ferrocarril Central Argentino, ganadora de la licitación de la unión entre Rosario y Córdoba; por ende el 23 de septiembre de 1886 el presidente Julio Roca firma en favor del Central Argentino, teniendo en cuenta la obra anteriormente mencionada. Al final, luego de un debate profundo, se terminó autorizando a la empresa Central Argentino, a la ejecución de la obra. 
El 11 de enero de 1890, se da paso a la inauguración de la segunda sección del ramal "a Las Yerbas", por medio del decreto firmado por el presidente Juárez Celman. El 15 de enero de 1890, llega a la estación de ferrocarril "El Trébol" la primera locomotora, en viaje inaugural, fecha esta que pasaría a ser la considerada como de fundación, amena a todas las comunidades aledañas. Con esto, se trae aparejada la inmigración, que desde hacía unos años atrás, era favorecida de parte de la Nación y del propio gobierno provincial. Dentro del marco de las inmigraciones que sucesivamente se fueron dando en los años que le seguían, las principales nacionalidades de las personas que decidieron habitar estas tierras eran italianos, españoles, alemanes, ingleses, yugoslavos, polacos, franceses, rusos, sirio-libaneses, judíos, entre las más importantes en cuanto a números.

### Los pueblos
La conformación de la actual ciudad de El Trébol, es un tanto diferente a muchas de toda la República Argentina; ya que no resulta de la fundación de una sola entidad urbana, sino a la suma de 3 pueblos que unidos mediante Resolución provincial permitió la unión de ambos en una sola entidad urbana.
Eduardo Passo, en su cargo de apoderado de la estancia "Las Taperitas", conforma en el año 1889 lo que denominará pueblo "Passo", cuya distribución afecta la forma de un triángulo de 141 manzanas, divididas estas en 40 y 101 por las vías del tren. El agrimensor Mateo Luis Graham proyectó el loteo en marzo de 1889, previendo una plaza en ambos costados de la vía, con sitios para iglesia y escuela en un caso; y juzgado de Paz y comisaría por el otro.
José Tais, vicepresidente de la Comisión de Fomento de San Jorge, italiano de nacimiento, imaginó una colonia agrícola en torno a la estación "El Trébol" y su loteo urbano correspondiente. De manos de Emeterio Cámara, Tais quien le había configurado poderes especiales, se lleva a cabo la solicitud de aprobación el 28 de mayo de 1894. En esa época ya había sido configurada la Comisión de Fomento de El Trébol. José Tais, en un documento posterior, sobre la base de la liberación de impuestos, afirma haber creado a mediados de 1893, la colonia y pueblo "Tais". Se previó la Plaza en donde actualmente esta el S.A.M.Co. local, y la iglesia en sus inmediaciones. En 1898, Tais realiza los remates de los lotes.
El 15 de diciembre de 1894, de parte de Emeterio Cámara, como apoderado de The Argentine Land and Investment Co. Ltd., se lleva a cabo la petición de aprobación de la traza urbana del pueblo "El Trébol". La plaza se previó en los actuales terrenos del Club Atlético Trebolense; el cementerio en la ubicación en la que se encuentra actualmente. El hospital se preveía junto al lazareto en la manzana misma del cementerio, cuestión abordada y configurada a que estos últimos sean removidos, y llevados a zonas más lejanas que la que se pretendía. En esos tiempos la existencia de negocios de ramos generales, se distribuía por gran parte del trazado de "El Trébol", que en esos albores corría desde calle Tucumán hasta Río Negro, y Desde la estancia Las Taperitas, hasta calle Sancti Spíritu.
El 30 de abril de 1897, la Comisión de Fomento decide abrir paso a un nuevo camino, que sirviera de unión a las poblaciones de "El Trébol" y "Tais", para favorecer el ritmo de viaje hasta la estación ferroviaria. Por el desacuerdo de José Tais, de abrir esta nueva traza, que se asentaría sobre sus campos, debió ser presionado con la declaración "de interés público" para llevar a cabo la obra dispuesta.
Posteriormente se da inicio, en 1905, de las ventas de terrenos al norte de la calle Río Negro; y en 1912, Victorio De Lorenzi y Marcos de la Torre, solicitan al gobierno provincial la primera ampliación del pueblo "El Trébol" al
oeste del Bd. Unión (hoy continuación Bv. América), y el obispo Boneo decide la ubicación de la nueva Iglesia, adquiriéndose en 1922 la manzana de la nueva plaza pública.
En 1931, Lorenzo de la Torre, en nombre de su padre Marcos, realiza un nuevo pedido, para la segunda ampliación, esta vez al este de la traza del bulevar, hacia las vías. El plano correspondió a Benno Schnack.

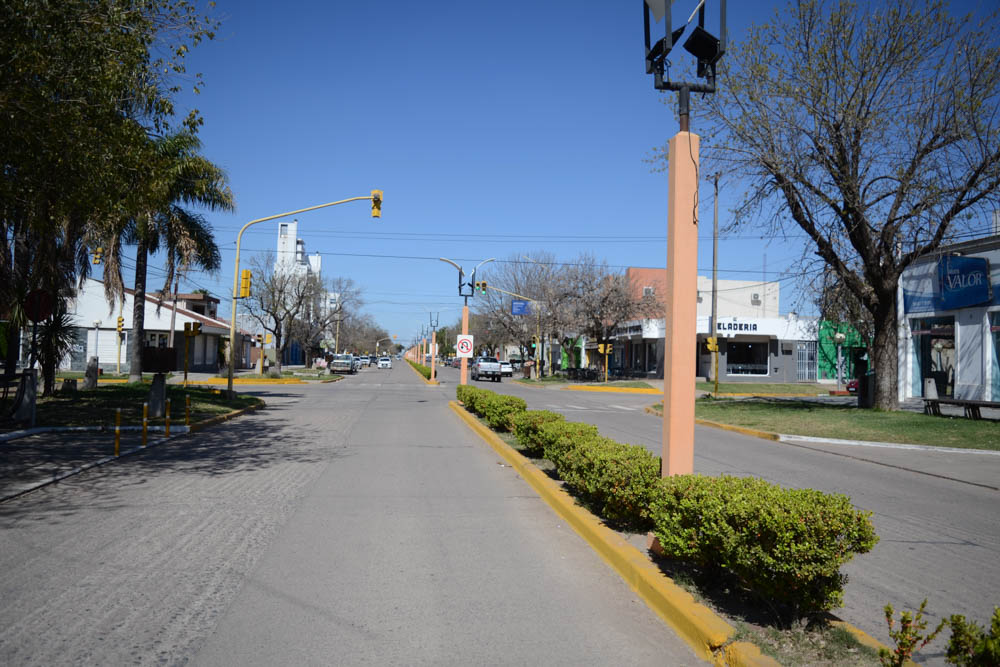
En 1970 e concreta la unión de los pueblos Passo- Tais- El Trébol El Boulevard Unión, terminó tomando el nombre de América, en calidad de su continuidad como arteria de la planta urbana.

Y en la década de 1970, con la apertura de nuevas calles, al oeste de la traza del pueblo Tais, donde actualmente están los edificios de la Terminal de Ómnibus, se cumplimenta con la tarea de unión de los pueblos Passo- Tais- El Trébol, que allá por 1894 se emprendiera con la unificación a nivel gubernamental desde la provincia de estas comunidades en la sola Comisión de Fomento de El Trébol. El Boulevard Unión, terminó tomando el nombre de América, en calidad de su continuidad como arteria de la planta urbana. La realización de estas obras de ampliación facilitó el nuevo emplace de edificios públicos, para ser comunes a las 3 comunidades originarias.

## Turismo
- Fiesta provincial de la tercera edad, 2.ª quincena de septiembre, organiza: Municipalidad de El Trébol.
- Fiesta nacional de la ordeñadora, 1.ª quincena de noviembre, organiza: Club Atlético Trebolense y Municipalidad.
- Fiesta del resero, 1.ª quincena de mayo, organiza: Centro Tradicionalista «Potros y Lanzas».
- Carnavales de El Trébol, segunda semana de febrero de 2013 generalmente como este año, 13, 14, y 15 de febrero, organiza: Municipalidad de El Trébol.

## Localidades y parajes del municipio
- El Trébol: 16,000 habitantes (Indec, 2010) aproximadamente

Parajes
- Barrio Sud
- Campo Ghiano
- Campo Ulla
- Las Taperitas
- Campo Riberi

## Barrios de la Ciudad
Los barrios de la ciudad de El Trébol, se hallan conformados por los pueblos que originalmente se habían fundado a finales del siglo XIX.
Cuando se fundaron las poblaciones, en sus primeros años de vida, estas eran denominadas "pueblos", porque en realidad eran eso, pueblos. Pueblos, comunidades desarrolladas preferencialmente en torno a estaciones de ferrocarriles, o más bien, colonias agrícolas.
Hoy en día, es común hablar de "barrios" para denominar a conglomerados de edificaciones de viviendas, desarrolladas bajo programas nacionales, provinciales y municipales; o incluso aquellas de estilos similares, ubicadas cercas unas de otras o que forman parte de la vida de muchas personas, que conviven siempre en esos lugares toda su vida o la mayoría de ella.
Actualmente se pueden nombrar tres barrios, los cuales se asientan sobre los cimientos de los pueblos originarios:
- Barrio Tais: se asienta sobre el primitivo pueblo Tais, quien fuera fundado por José Tais, en torno a la estación "El Trébol"; y se extiende desde calle Elisa Damiano, hasta la Avenida Sarmiento (sur a norte), y desde la calle Patricios, hasta Bartolomé Mitre (este a oeste), aunque se puede tomar la aceptación de que llega hasta la ruta provincial n.º 13, en cercanías de la Estación Terminal de Ómnibus.
- Barrio Trebolense: más conocido como "El Trébol", la costumbre es asociarlo con el Club Atlético Trebolense, quien se encuentra situado en el centro del mismo, pero en realidad debe su nombre al primitivo pueblo El Trébol, que conformase la Compañía Argentina de Tierras e Inversiones (The Argentine Land and Investment Co. Ltd.) de manos de su apoderado Emeterio Cámara.

Este barrio se extiende desde la RP 13, hasta el cruce de Boulevard América con el inicio de la Avenida Libertad, en calle Elisa Damiano (sur a norte); y desde las vías del Ferrocarril General Bartolomé Mitre, hasta la RP 13 (este a oeste).
- Barrio Passo: el barrio ubicado más al norte de la ciudad de El Trébol, éste se halla sobre los orígenes del pueblo Passo, fundado en 1889 por el Dr. Eduardo Passo en un costado de su estancia "Las Taperitas". Tiene una distintiva forma triangular, que va desde la Avenida Sarmiento al Sur, hasta calle viena y Aconcagua en el Norte (Establecimiento Club de Polo La Albertina); y desde la Avenida Sarmiento hasta la continuación de la calle Mariano Moreno, al oeste de la RP 13.

Históricamente, barrio Passo se encuentra dividido en 2 secciones, por las vías del ferrocarril; y su denominación "pueblo Passo" ha perdurado hasta la actualidad.
Así en más, los barrios que se acostumbran nombrar cotidianamente en la ciudad, como se explicó antes, son núcleos de viviendas que forman parte de un momento histórico y cultural para las familias que habitan las mismas. Por ello podemos decir que los barrios que usualmente llamamos, por el solo hecho de citar algunos: barrio Guadalupe, barrio San Antonio, barrio San Cayetano, tienden a ser subbarrios, ya que todos ellos en su conjunto, conforman los barrios tradicionales en los que se encuentra conformada esta ciudad.

## Tejido urbano
Conformado actualmente por alrededor de 500 manzanas, el desarrollo urbano de El Trébol se está extendiendo rumbo al norte, paralelo a las vías del Ferrocarril Central Argentino, siendo hasta hace algunos años, que la influencia urbanística se extendiera desde las propias vías, hacia el oeste, hasta toparse con la RP 13. Este aspecto aún hoy continúa evidenciándose; pero debido a la múltiple necesidad habitacional, sumado esto al incremento de población que comenzó a darse años atrás, formularon la necesidad de empezar a ocupar terrenos de la zona norte, que hasta ese entonces estaba a medio poblar.

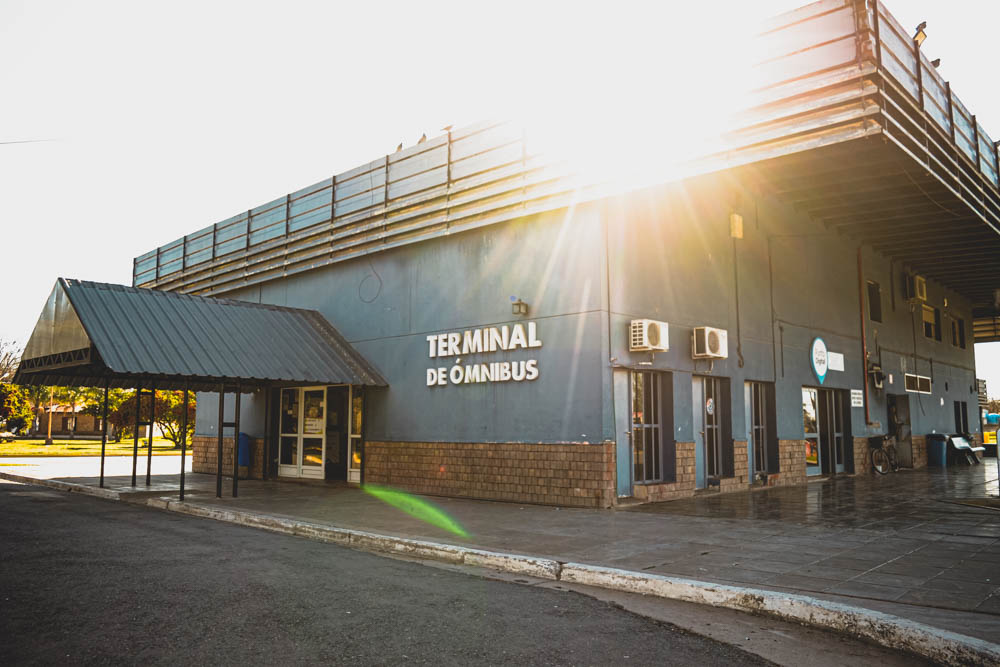
Terminal de ómnibus

El crecimiento de El Trébol no se vio desarrollado mediante un plan estratégico, ni tampoco mediante un orden establecido; llevando esto a poder apreciar núcleos habitacionales dispersos del centro de la ciudad. Los planos urbanos iniciales demostraban principalmente en Tais, la cercanía a la estación ferroviaria, donde originalmente se instalarían numerosos establecimientos comerciales, así entonces comenzaron a edificarse los primeros negocios en torno a la Avenida Libertad, Avenida Independencia, y calles como Roma, Colón, Bruselas, Berna, y Londres, para último ser la otra calle troncal de pueblo Tais, el Boulevard Victoria (hoy Eva Perón). En tanto que el pueblo El Trébol, conformado a 500 metros del inicio del pueblo Tais, se vio mayoritariamente influenciado por The Argentine Land and Investment Co. Ltd., la compañía que permitió su desarrollo, y quien lo había fundado. Así se resalta entonces, que estos 2 pueblos tenían un amplio comercio, ya que en pueblo El Trébol, la presencia de numerosos comercios, restaurante, cafés, ramos generales, farmacias, entre otros, mostraron como prueba de su rápido crecimiento demográfico y económico; principalmente dado esto, en su calle troncal: el Boulevard América.
Tras la apertura del Boulevard Unión (hoy continuación del América) se permitió la nueva ubicación de edificios públicos y otros negocios de interés. 
Esos hechos acontecidos en las primeras épocas del tejido urbano de la ciudad, enmarcaban el deseo de una comunidad próspera. Hoy en día, la ciudad es muy amplia, y ha crecido demasiado. El Bvd. América es el sitio de encuentro de muchas personas, que día a día, transitan esta avenida repleta de automóviles, motocicletas, bicicletas, camiones, camionetas, que realizan sus labores cotidianas. Representa el eje de la economía y comercio local. Su continuación en barrio Tais, la Avenida Libertad, concentra desde ahora, otros negocios siendo, hasta el Bvd. Eva Perón 2 cuadras muy transitadas por el parque automotor local y regional. La reciente inauguración del Centro Cívico Comunitario, cercano al Edificio Municipal, previó que todos los asuntos relacionados en diversas materias públicas, se concentraran en un mismo ámbito. Y así, con la explosión demográfica y automotor presenciada, es hoy notable el constante uso de calles de carácter secundario. Accesos como J. F. Seguí, Santa Fe, Viena, Bvd. Eva Perón, Río Negro, hacen vistas de una comunidad en progreso, sitios éstos donde se encuentran instalados negocios de diversos rubros, pero también donde se encuentran numerosas empresas relacionadas con la industria local. 

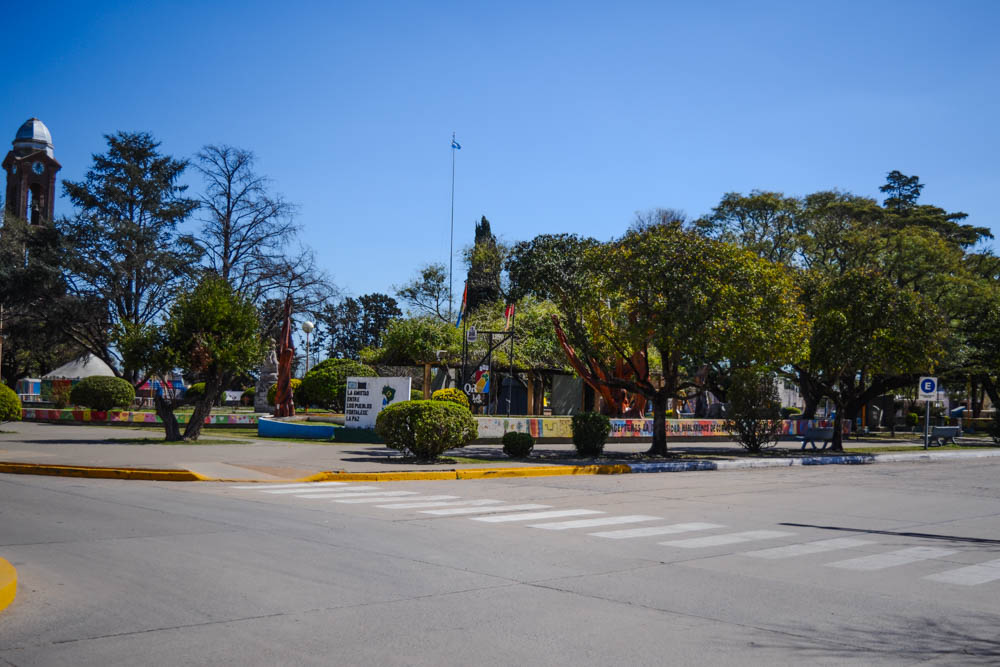
Plaza principal "San Martín"

La presencia de industrias dentro del ejido urbano, el constante tráfico vehicular, y otras particularidades, ha hecho tomar cartas en el asunto de parte del Ejecutivo, presentándose un ambicioso plan de reordenamiento urbano, que pretende la toma de conciencia actual del desmedido caudal de tránsito que se halla en la zona céntrico- comercial de esta ciudad. "El Trébol Siglo XXI" es el proyecto lanzado a la comunidad, con el fin de erradicar industrias del ámbito urbano, y ser trasladadas a la nueva Área Industrial Oficial de Desarrollo, ubicada a 3 km de la localidad, un predio de 10 ha que, cuando esté en pleno funcionamiento, proporcionará que el peligro de tener industrias dentro del radio urbano cese. El tránsito vehicular correspondiente a este rubro económico no estaría presente en las calles, disminuyendo su caudal de peligrosidad. Por su parte, este mencionado plan estratégico, impondría la toma en valor de toda el área céntrica local, renovando todo el Boulevard América, desde calle Córdoba (frente a Club Atlético Trebolense) hasta la intersección con calles Elisa Damiano y la avenida Estanislao López; y a la Avenida Libertad, desde las últimas mencionadas, hasta calle Malvinas Argentinas. De ser llevado a cabo, se estaría contemplando un nuevo orden vehicular de trascendencia, ya que la zona es continuamente utilizada por escolares del secundario, obligando así también al caos vehicular en horas pico. 
Este plan también prevé el reordenamiento en accesos, como antes mencionados J. F. Seguí, Bv. Europa, Santa Fe, Río Negro, Bv. Eva Perón y Viena, y calles secundarias como Candiotti, que presentaban signos de deterioro en unos casos, y en otros la necesidad de proporcionarles una utilización debida y medida. La plaza pública General San Martín, se sitúa a 1 cuadra del centro de la ciudad, por lo cual ha quedado desligada de la vida comercial, pero se pretende darle también la característica como centro de interés para toda la comunidad. La instalación de los Edificios Jardín I y II, les dieron el toque arquitectónico a todo el espacio a su alrededor, junto con la Iglesia Católica, inaugurada en la década de 1940.
Actualmente también se están realizando obras arquitectónicas en el centro de la misma ciudad, remodelaciones de algunos edificios antiguos, otros están siendo llevados a cabo; pero una obra de impacto arquitectónico en el centro, es la actual construcción de una torre de más de 10 pisos, en pleno centro comercial, una buena oportunidad habitacional y para negocios en su planta baja.
Hacia las afueras, cercanos a la ruta, el nuevo boom arquitectónico, se basa en la construcción de numerosos barrios residenciales de lujo, lo cual asienta características propias, conjugándose con la cultura arquitectónica de viviendas de corta, media y larga data, anteriormente construidas.
Esto hace ver entonces, un boom demográfico importante, pero a su vez, una comunidad que se encuentra comprometida con el desarrollo de esta y su bienestar; y con la idea de darle una nueva cara a la ciudad.-

## Gobierno
El 15 de enero de 1890, arriba a la estación ferroviaria "El Trébol", la primera locomotora trayendo inmigrantes desde la ciudad de Rosario y Cañada de Gómez. Estas personas se sumaron a otro grupo de los considerados primeros habitantes del primitivo poblado. Tiempo atrás, en 1889, el doctor Eduardo Passo, sobrino nieto de Juan José Passo, fundó su pueblo en un costado de la estancia "Las Taperitas". En la época de 1890, la compañía The Argentine Land and Investment Co. Ltd. conformaba el pueblo "El Trébol" y las primeras estancias que integrarían la colonia. En 1894, el italiano José Tais conseguía la aprobación de su pueblo en torno a la estación de ferrocarril "El Trébol". Así ocurre que en un mismo distrito, se hallaban 3 pueblos, prácticamente uno seguido del otro; salvo la situación entre Tais y El Trébol, unos 500 metros de campo.
El gobierno provincial sugirió tras este acontecimiento, mediante una resolución, la existencia de una Comisión de Fomento en el pueblo El Trébol, y que tanto Passo como Tais quedarían bajo la administración de esta. La resolución fue dictada mediante decreto en mayo de 1894. A partir de aquí, nacerá la vida política en El Trébol, estos son los comienzos del gobierno propio de nuestra comunidad. 

### Municipalidad- Intendentes Municipales
El 11 de diciembre de 1985, asume la cúpula municipal, siendo el expresidente Comunal contador Ángel M. Rossi, el nuevo Intendente.
1985-2005: Contador Ángel M. Rossi; 2005-2021-: Profesor Fernando Emilio Almada. El 10 de diciembre de 2021, asume la primera mujer como Intendente Municipal Dra. Natalia Paola Sánchez.

## Educación
Hay 9 escuelas primarias, repartidas en diferentes zonas de la localidad; de las cuales tres son rurales, y una para adultos que no hayan culminado sus estudios primarios. Por su parte, también tiene 3 escuelas secundarias, de la cual una, es para adultos que no hayan finalizado sus estudios de carácter secundario. A su vez, contamos con una escuela para niños con distintas discapacidades, una guardería y jardín de infantes, y un centro deportivo. Los mismos son:
- Guardería: Centro de Acción Familiar (C. A. F.) n.º 17 "Estrellita"
- Jardín de Infantes n.º 90 "Dulce de Leche"
- Primarias: Esc. n.º 274 "F.N. Laprida"; Esc.n.º 978 "Cincuentenario de El Trébol"; Esc. n.º 275 "M. Belgrano"; Esc. n.º 276 "J.J Passo"; Esc. Taller de Educ. Manual n.º 51 "Gral. Bme. Mitre"; Esc. C. E. R. n.º 265 "Campo Riberi"; Esc. C. E. R. n.º 263 "Campo Ulla"; Esc. C. E. R. n.º 262 "Campo Ghiano"; Esc. Primaria p/ adultos n.º 11 "J. B. Alberdi"
- Secundarias: Escuela de Enseñanza Técnica Profesional N° 343 "M.M de Güemes", (director: Jorge A. Rojas); Escuela de Enseñanza Media N° 210 "José Ingenieros"; Escuela de Enseñanza Media p/ adultos n.º 1047
- Terciarias: Instituto Superior n.º 23 "Elisa Damiano"
- Capacidades diferentes: Escuela de Educación Especial n.º 43 "Emilia Bertolé"
- Deportivos: Centro de Educación Física n.º 41

## Deportes

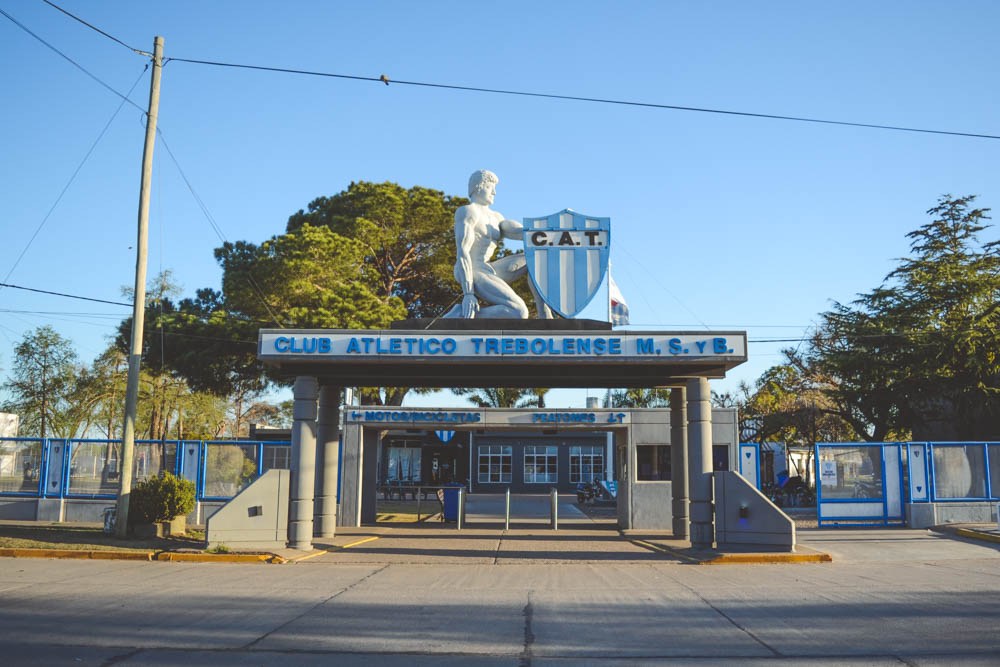
Club Atlético Trebolense

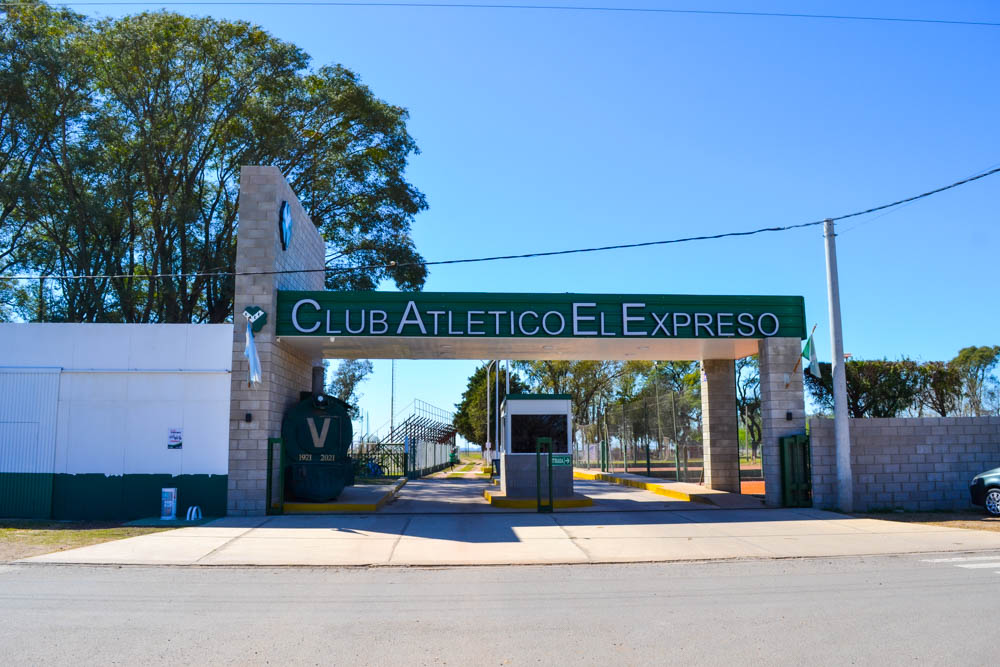
Club Atlético El Expreso M. y S

Hay dos clubes que se dedican a brindar clases de deportes para los asociados a estos. Uno de ellos es el Club Atlético Trebolense M. S. y B.; y el otro es el Club Atlético El Expreso M y S.
Uno de los deportes que más fanes atrae es el fútbol. Ambos clubes tienen su correspondiente equipo de fútbol; todas las divisiones participan de la Liga Departamental de fútbol San Martín.
- Club Atlético TrebolenseClub Atlético Trebolense M. S y B.: fundado el 1 de agosto de 1909 (115 años), es el club deportivo más antiguo de la ciudad, que a la fecha exista. Creado con la particularidad de fomentar el deporte de fútbol, sus primeros integrantes fundadores fueron: L. Mattei, T. Leiva, D. Crisci, Dr. José I. Llobet, B. Broardo, C. de las Casas, L. Pascal, J. Massa, G. Heine, J. R. González, A. Mattei, C. Arias, S. Combina, B. Giecco, J. S. Broardo, A. de las Casas, P. Casañas, J. Peiretti, J. Leguizamón, E. Risso Patrón, y L. Corbella, dentro del marco de los primitivos integrantes.

La fundación de dicho club fue realizada en casa del señor Celestino Cassone el 1 de agosto de 1909; y legitimado mediante Acta el 24 de octubre del mismo año, en casa del Dr. José Llobet.
En general, la principal idea era conformar un equipo de fútbol, que sea un club destinado a fomentar ese deporte. Hoy en día, la realidad es muy distinta, con el paso del tiempo, muchos deportes más se fueron agregando, y otros desapareciendo, pero quedando como parte del historial de esta antigua institución, que celebró su Fiesta Centenario el sábado 1 de agosto de 2009, en una fiesta inolvidable. 
Actualmente, Club Atlético Trebolense posee sus instalaciones en el lugar donde iba a realizarse la plaza pública del pueblo El Trébol. Así en más, un campo sobre ruta 13, rumbo a Los Cardos, donde se desarrollan las actividades del Golf de Trebolense. El Celeste y Blanco, por los colores de su insignia, donde en algún tiempo cercano a su fundación fuesen verdes y blancos, lleva a cabo un total de 23 disciplinas, las cuales son: básquet, bochas, colonia de vacaciones, DEFYDA, escuela formativa, fútbol infantil, fútbol mayor, fútbol senior, futsal, gimnasia artística, gimnasia damas, gimnasia para mayores, golf, guardería para niños, hockey, karate do, natación, paddle, patín, pesas, tenis, rugby, y vóley.
A su vez, también cuenta con una Asociación Mutual, emplazada en el Bv. América, que brinda ayuda económica a todos los socios de la Institución; contando también con una Biblioteca propia, que lleva el nombre de "Dr. José Llobet". También dentro de este espacio, se suman el edificio de la Sede Social, donde está el restaurante y bar; un parque de diversiones interno para los chicos, y para disfrutar de buenos momentos al aire libre. Cuenta además con una cancha para beach vóley, donde varias veces en verano se juega un torneo por la tarde. Y aparece en su paisaje interno, el albergue para deportistas que viajan desde lugares lejanos a desarrollar su competencia, y vestuarios y baños en su planta baja.
Hoy Club Atlético Trebolense M. S. y B., apuesta a seguir creciendo y fomentando para sus socios, un espacio de confort y para disfrutar de cada una de sus instalaciones, como lo son los Rancho de Tenis, y el Rancho de Paddle, y la disponibilidad de parrilleros en el Parque, para deleitarse con ricos asados y comidas que deseen llevar. Por su parte, se destinó a garantizar la seguridad personal mejorando ampliamente la entrada principal, reduciendo la peligrosidad reinante. Cada 2 años, por otro lado, es sede de la Fiesta Nacional de la Ordeñadora, que realiza conjuntamente con la Municipalidad de El Trébol, donde se hace presente un desfile de Reinas de diversas instituciones por las calles de la ciudad.-
- Club Atlético El Expreso M. y SClub Atlético El Expreso M. y S.: arranca en 1938 cuando un grupo de jóvenes entre los que se encontraban Juan Brussino, José Castello, Andrés Garassino, Luis Mangialardi, José Bonetto, Horacio Corvalán, Carlos Sidler, entre otros, se reúnen con el fin de conformar un club de barrio, para disputar torneos que se realizaran en la localidad. Lo llamaron "El Expreso". Luego, el 27 de septiembre de 1941, cuando se reúnen varias personas en casa de José Rasero, se formaliza la Institución dando así su nacimiento, al incorporar además el basquetbol como siguiente disciplina a realizar, aparte del fútbol.

Tiempo después, se fusionan con Club de Bochas El Trébol, de gran actividad bochófila, a raíz de un acuerdo entre personas de ambas instituciones, el 16 de septiembre de 1946; formalizándose así, que el 9 de septiembre se toma como la fecha de inicio de la entidad.
El 8 de octubre de 1956, El Expreso recibe en calidad de donación de parte de la firma V. y E. De Lorenzi, 4 hectáreas para el desarrollo de las actividades deportivas de esta organización; siendo el 31 de octubre de ese mismo año, en asamblea, se decide renombrar al club bajo el antiguo nombre de Club Atlético El Expreso.
Actualmente posee varias disciplinas deportivas desarrollando sus actividades en el campo de deportes situado sobre calle Patricios, y otras en el gimnasio ubicado en la esquina de Boulevard Eva Perón y Cristóbal Colón. Los colores adoptados por este club son el verde y blanco.-
Estas instituciones poseen cada una un equipo de Fútbol, que participa del Torneo de la Liga Departamental, enfrentándose al menos 2 veces por año en el tradicional "Superclásico" local, un evento de gran relevancia a nivel zonal.

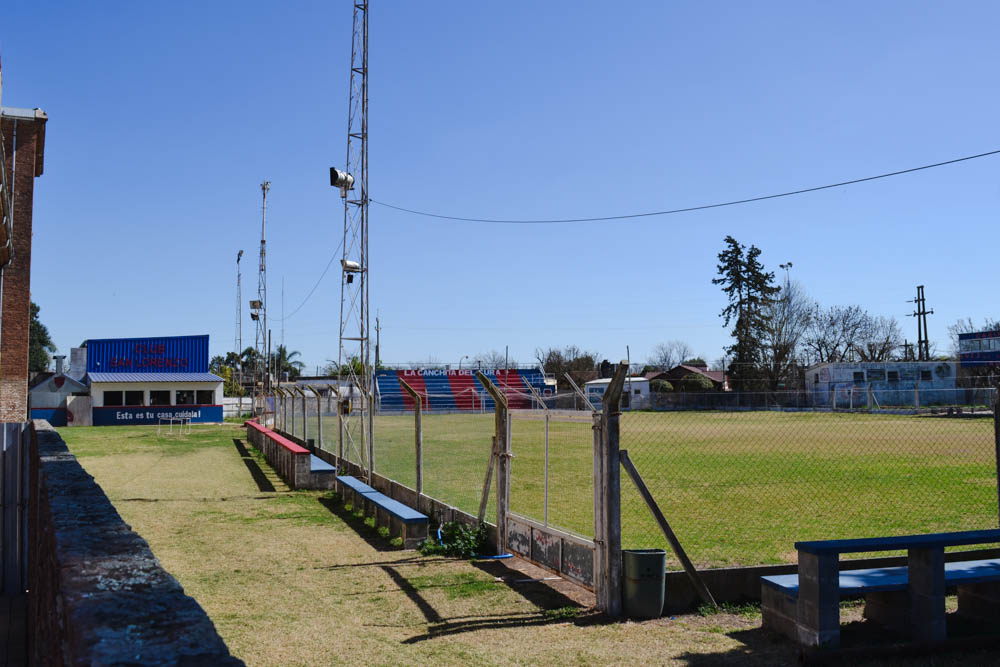
Club San Lorenzo

- Club San LorenzoClub San Lorenzo: además, en el verano se disputa un torneo nocturno en una cancha llamada "Club San Lorenzo" la cual está situada al lado de la iglesia.

Este club fue fundado el 17 de julio de 1956, por el entonces párroco Arturo Tibaldo, quien era fanático del fútbol; y decide llevar a cabo esta institución junto a un grupo de jóvenes de la localidad. Se desarrolló un campo de deportes al costado norte de la Iglesia Católica, proponiéndole el nombre de "San Lorenzo", en homenaje al Santo Patrono local.
A partir de entonces, el 12 de diciembre de 1961, da inicio el primer campeonato nocturno de fútbol en sus instalaciones. De manera ininterrumpida, hasta la actualidad, cada fin de año, da comienzo el torneo antes mencionado.
-
-En el año 2006,se crea el club de Ajedrez itinerante del trébol.
Al ser itinerante,la disciplina se establecía en distintos puntos de la ciudad (en la actualidad: Escuela n°978cincuentenario, NAC municipal,SUM municipal)

## Hermanamientos
Los Hermanamientos se han desarrollado entre esta comunidad respecto al resto, en base generalmente a que los primeros habitantes eran originarios de esas tierras. 
- Hermanamiento con Italia Villafranca Piamonte, Italia. La localidad de Villafranca, ubicada en la región del Piamonte, Italia, es una de ellas. La mayoría de la población actual de El Trébol tiene su origen en familias italianas, muchas de estas familias italianas eran piamontesas, y de estas, varias provenían de la localidad de Villafranca y alrededores.

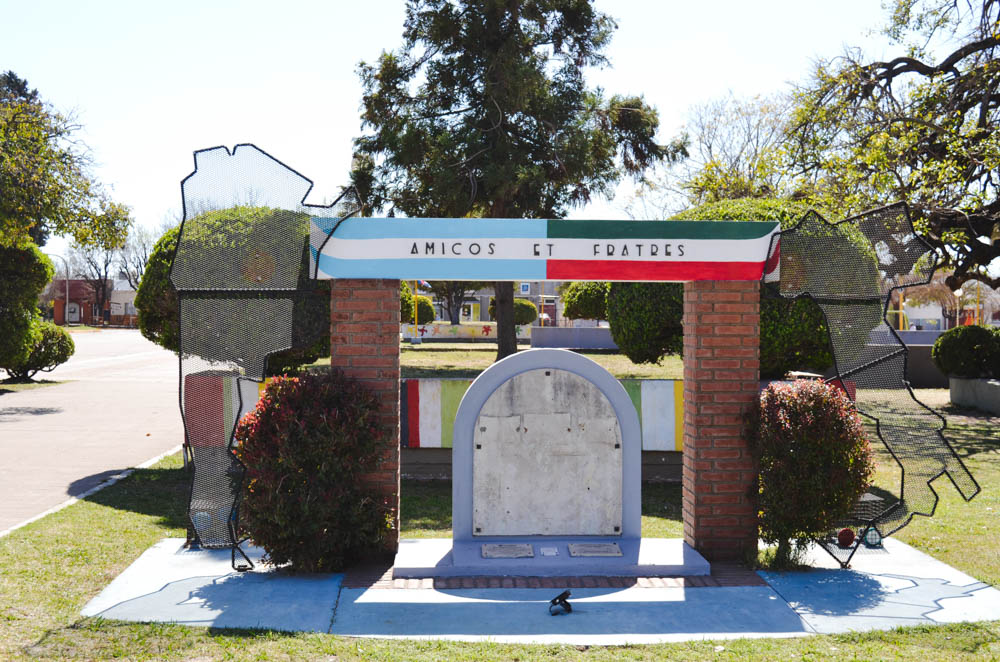
Hermanamiento con Italia

- Barge, Italia. Por su parte, la localidad de Barge, en Cuneo, Italia, representa también el origen de muchos ancestros de los actuales habitantes de la ciudad de El Trébol.

En el caso de Villafranca, el Hermanamiento se produjo mediante Ordenanza Municipal n.º 210, en fecha 02/09/1993; mientras que la de Barge, mediante Ordenanza n.º 173, en fecha 17/12/1991.
- Hermanamiento con São Pedro, Brasil. São Pedro, Brasil. Un caso especial, que ya no tiene que ver con los orígenes de la población, sino más representado este con un acontecimiento librado en la ciudad de São Pedro, Brasil, ocurrió cuando un grupo de deportistas de El Trébol participó de un Encuentro Internacional de Vóley, disputado en esta ciudad brasileña.

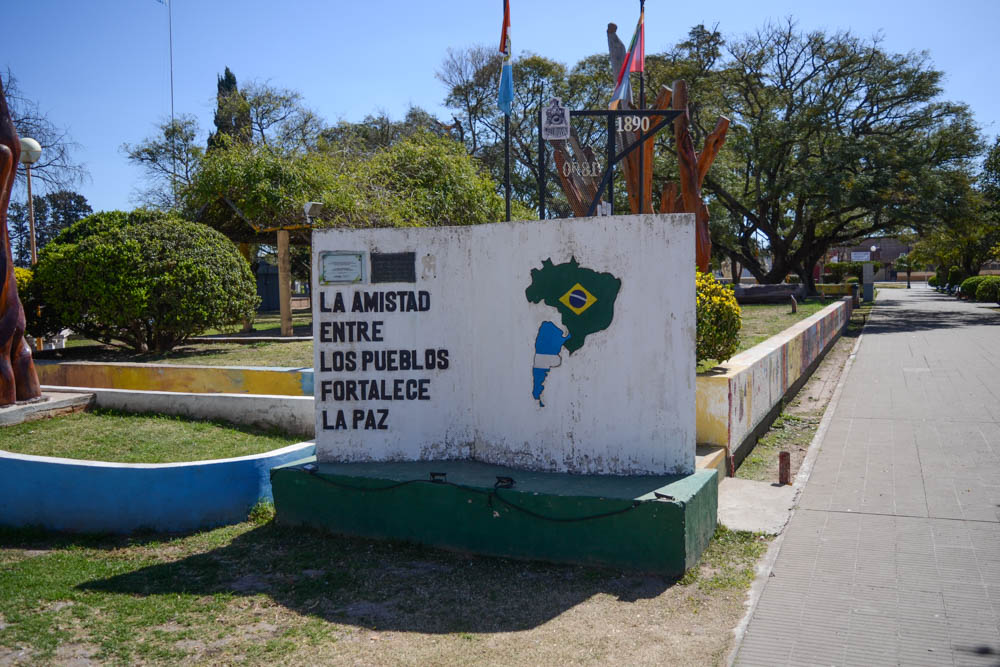
Hermanamiento con São Pedro, Brasil.

Por ese motivo, se resuelve el 27/06/1988, mediante Ordenanza Municipal n.º 71, el Hermanamiento entre la ciudad de El Trébol, con la ciudad de São Pedro, Brasil, en ocasión de celebrarse el 2° Encuentro Internacional de Vóley en nuestra comunidad. 
El lunes 5 de abril de 2010, con motivo de los festejos del Bicentenario de la Nación Argentina 1810-2010, la Fanfara Alpina Congedati Cadore de Italia concurrió al teatro Cervantes en El Trébol, con un multitudinario espectáculo que dejó maravillados a todos.

## Símbolos locales
A lo largo de la planta urbana de la ciudad se hallan diversos elementos que constituyen símbolos mediante los cuales, la localidad es reconocida en la región y en el país.

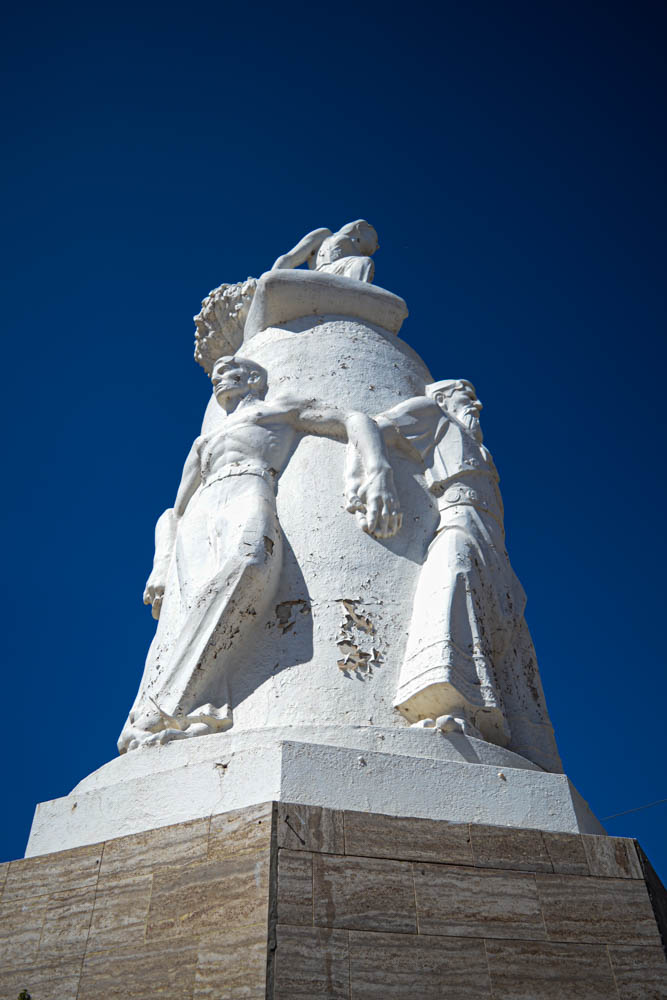
Monumento a los Inmigrantes, realizado por la artista Elisa Damiano

- Monumento a los Inmigrantes, realizado por la artista Elisa DamianoMonumento a los Inmigrantes: llevado a cabo como una obra dentro del marco de los festejos por el 50° aniversario de la fundación de la localidad, y también denominado a la Colonización, se encuentra ubicado en la intersección de las calles Rosario y Bv. América, frente al Edificio Municipal de El Trébol. El mismo fue diseñado por la reconocida artista local Elisa Damiano y en el año 1941 fue inaugurado (en contraposición de 1940) en acto conjunto con el nuevo Edificio Municipal (en ese entonces, aún Comunal), la nueva Iglesia Católica, y la modernización efectuada en la Plaza San Martín. Es una obra con 5 figuras una vez y media del tamaño natural; modelado explícitamente por ella para el cincuentenario de su pueblo. Hoy en día, el Monumento a la Colonización es uno de los emblemas más reconocidos regionalmente como un símbolo cultural local, conformando una imagen imponente en el centro de la principal calle de esta ciudad, haciendo recordar a todos sus habitantes al transitar por allí, de dónde provienen sus raíces, y como se gestó la localidad en la cual viven.
- El trébol: con motivo de denominar ciertas estaciones ferroviarias, el nombre de "El Trébol" alude a la planta homónima, símbolo cultural- histórico de Irlanda. La razón era reconocer a la población irlandesa que se encontraba en la región, pero también como la empresa constructora de los ramales de ferrocarriles era inglesa, se tuvo en cuenta a esa comunidad que hasta esos entonces aún formaba parte del Reino Unido. Hoy es una planta muy conocida y dispersa, y se la puede encontrar en numerosos puntos de la localidad, recordando así a sus habitantes que el "símbolo de la planta cabalística de las 4 hojas" presente en su suelo, al que los antiguos visionarios decidieron denominarla con tal nombre, para forjar en esas tierras la suerte bien merecida para los futuros colonos que llegaban para formalizar una vida mejor para ellos y su descendencia.
- Marcha a El Trébol, Ciudad: con motivo de conocerse la noticia de la declaratoria de "El Trébol Ciudad", es que el Ing. Heriberto Maurino escribió la letra de la canción, y la música le correspondió al reconocido músico local, Orlando Avalle.

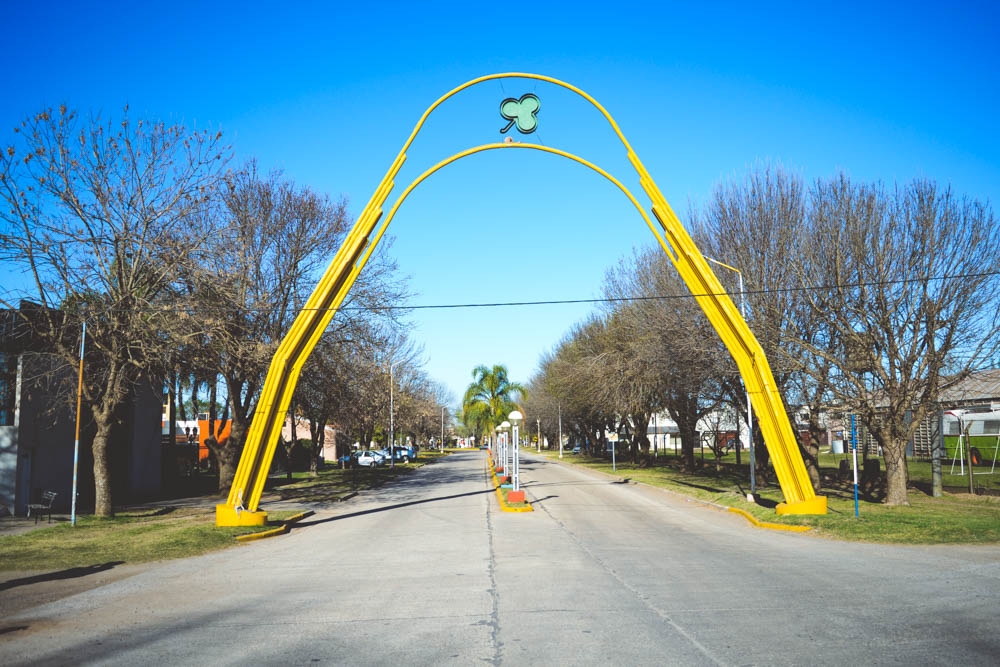
Arco de ingreso y egreso Bv. Eva Perón

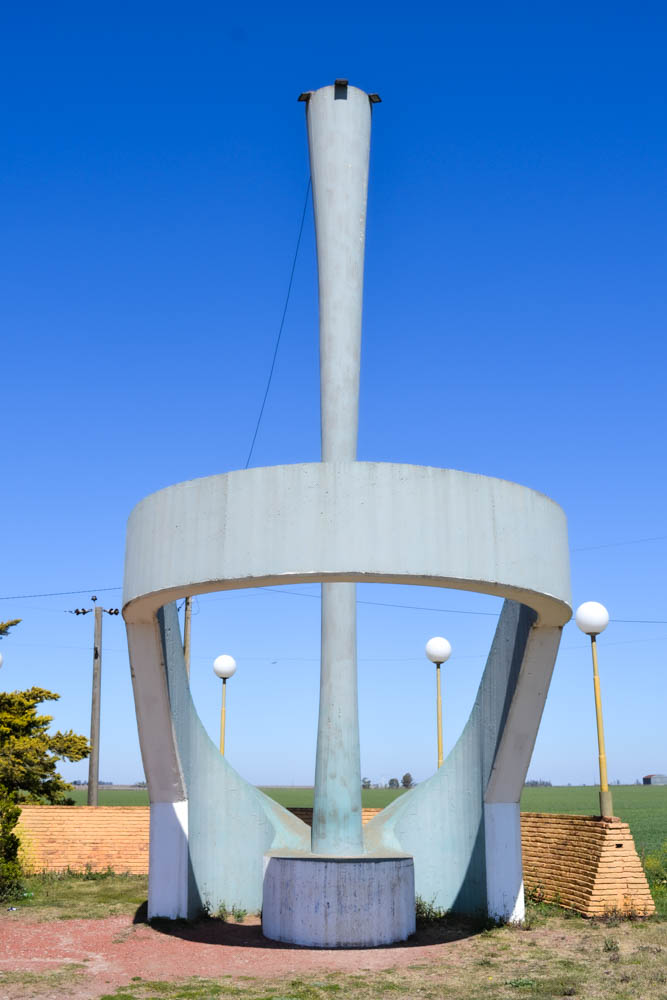
Arco de ingreso y egreso acceso J. F. Seguí. Conmemora el 75° aniversario de la ciudad, simbolizando una gran antorcha, como símbolo de una gran victoria de la comunidad, por su progreso y evolución.

- Arco de ingreso y egreso Bv. Eva PerónArco de ingreso y egreso Bv. Eva Perón: una de las portadas principales, más esta decir que la más reconocida, es el acceso por el Bv. Eva Perón, cuyo arco de bienvenida y despedida, contiene en su altura máxima, una hoja de trébol iluminada de noche, haciendo expresa alusión al nombre de la localidad.
- Estación de Ferrocarril "El Trébol"- Museo Municipal: el edificio de la vieja estación ferroviaria, hoy convertido en la Sede del Museo Municipal de la Ciudad de El Trébol, es uno de los símbolos más antiguos de nuestra comunidad, pues es la edificación más antigua aún en pie; y configura un Patrimonio cultural único para toda esta sociedad. Es ese el punto de origen de toda esta comunidad, desde el cual se dio vida a los pueblos en torno al mismo y a los campos y estancias vecinas. Hoy la vieja estación es un signo, un ícono histórico de gran valor y que debe ser preservado como tal para las futuras generaciones como el origen de toda la ciudad de El Trébol y su zona rural.

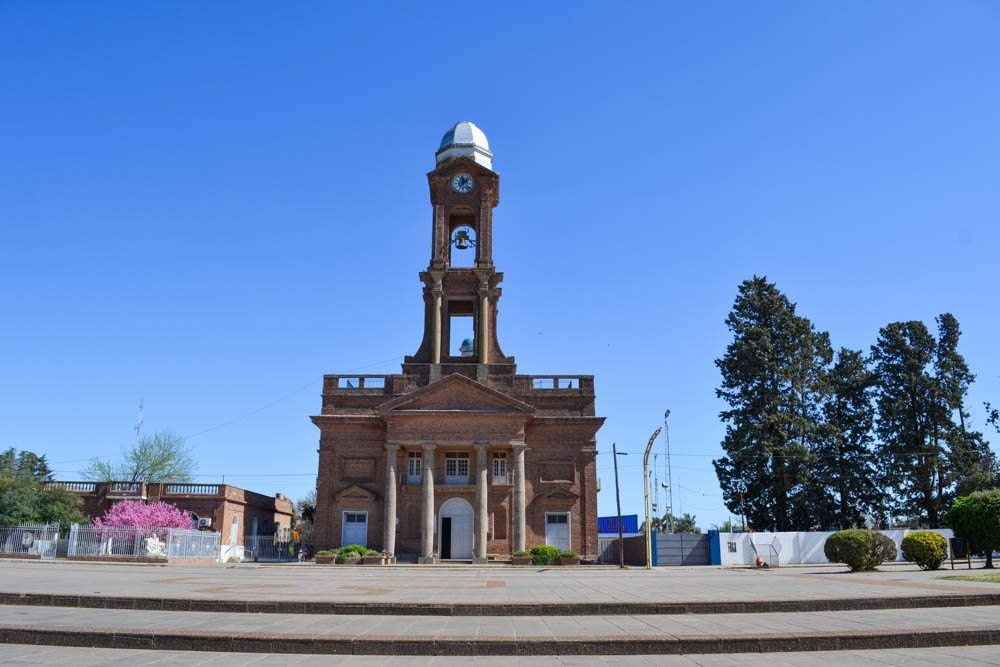
Parroquia "San Lorenzo Mártir"

- Parroquia "San Lorenzo Mártir"Parroquia "San Lorenzo Mártir": la nueva Iglesia de "San Lorenzo Mártir", inaugurada para las festividades de los 50 años de El Trébol, luego de que la anterior iglesia se encontrara en un lugar muy alejado para gran parte de la comunidad, es hoy en día una de las construcciones, o podemos decir, la mayor obra monumental de los últimos 60 años que se ha edificado hasta el momento. Sus imponentes 65 metros de altura aproximadamente la hacen ver, en especial de noche, a una distancia de más de 10 km a la redonda, constituyéndola como uno de los símbolos locales más imponentes y más admirados por los visitantes y extranjeros.
- Arco de ingreso y egreso acceso J. F. Seguí. Conmemora el 75° aniversario de la ciudad, simbolizando una gran antorcha, como símbolo de una gran victoria de la comunidad, por su progreso y evolución.Arco de ingreso y egreso acceso J. F. Seguí:  de los otros accesos más frecuentados, y uno de los 2 de la zona sur de la ciudad, es el de la calle J. F. Seguí, donde en su intersección con la RP 13, y a la vera de la misma, se levantó para conmemorar los 75° aniversarios de la fundación de la localidad, un monumento efectuado por Rotary Club El Trébol, simbolizando literalmente el portar una gran antorcha, como símbolo de una gran victoria de la comunidad, por su progreso y evolución. Como la imagen tiene una característica en cierto modo abstracta, da lugar a ciertas interpretaciones, pero una de ellas es la anteriormente mencionada antorcha que evoca una gran victoria, un triunfo de toda la comunidad al conmemorarse sus 75 años de vida.

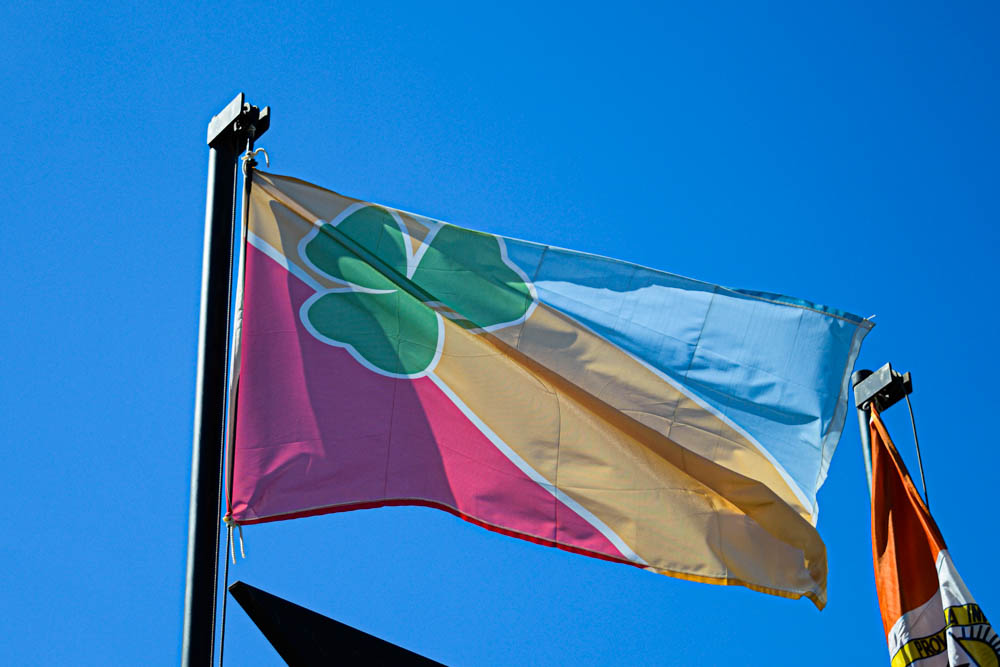
Bandera municipal que representa a la comunidad de El Trébol.

- Bandera municipal que representa a la comunidad de El Trébol.Bandera Municipal: la bandera municipal representa a la comunidad de El Trébol, y se halla conformada por un rectángulo blanco, con el escudo municipal que se observa en la sección "Gobierno". Para recibir al año 2000, una multitud de personas de diversas instituciones, y de manos de deportistas de los clubes Trebolense y El Expreso, una gigantesca bandera de 8 m de ancho por 15 m aproximadamente, desfilaron por el Bv. América hasta su confluencia con la Avenida Libertad y Avenida Brigadier E. López, donde en un costado del Parque Ecológico, un imponente mástil de casi 30 metros de altura aguardaría el momento de amarrar los hilos de la bandera, e izar el paño, hasta su máxima altura, para que los habitantes de la ciudad recordaran un símbolo que los identifica por completo en la región.

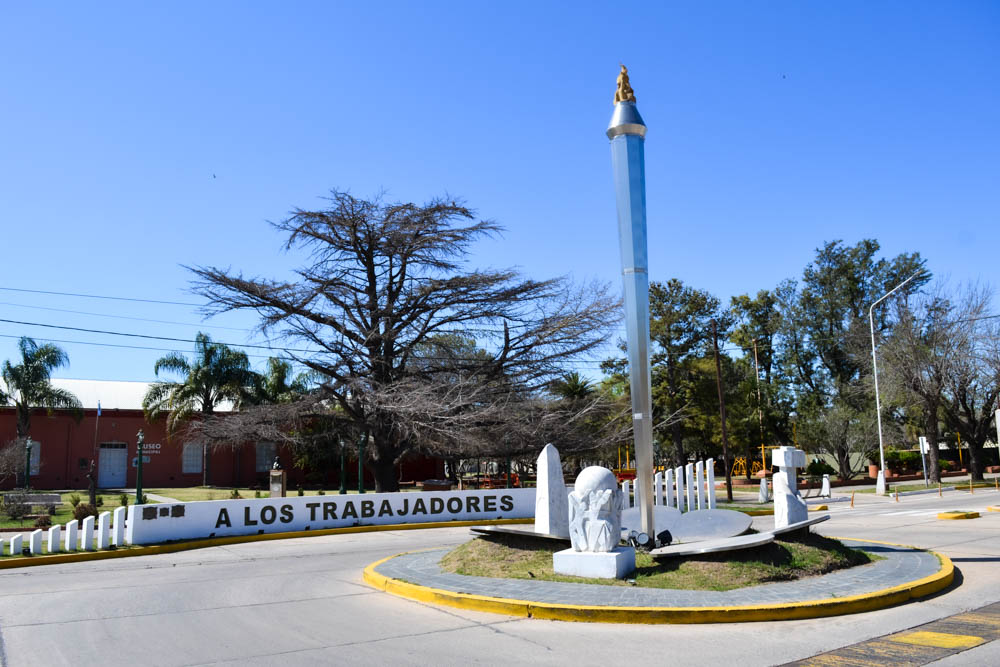
Monumento a los Trabajadores

- Monumento a los TrabajadoresMonumento a los Trabajadores: representa la importancia de los trabajadores y sus aportes a la sociedad. Se compone por una llama votiva, el Trébol, un hexágono en el suelo, un espacio de césped y tres esculturas en mármol.[1]

## Actualidad
En la actualidad la ciudad de El Trébol es una de las ciudades más bellas de toda la región, cada año organiza una exposición nacional e internacional de escultores la cual reúne una gran cantidad de personas a nivel regional nacional e internacional. Además posee los Carnavales Regionales con grandes espectáculos y con famosos grupos de cantantes y bandas.

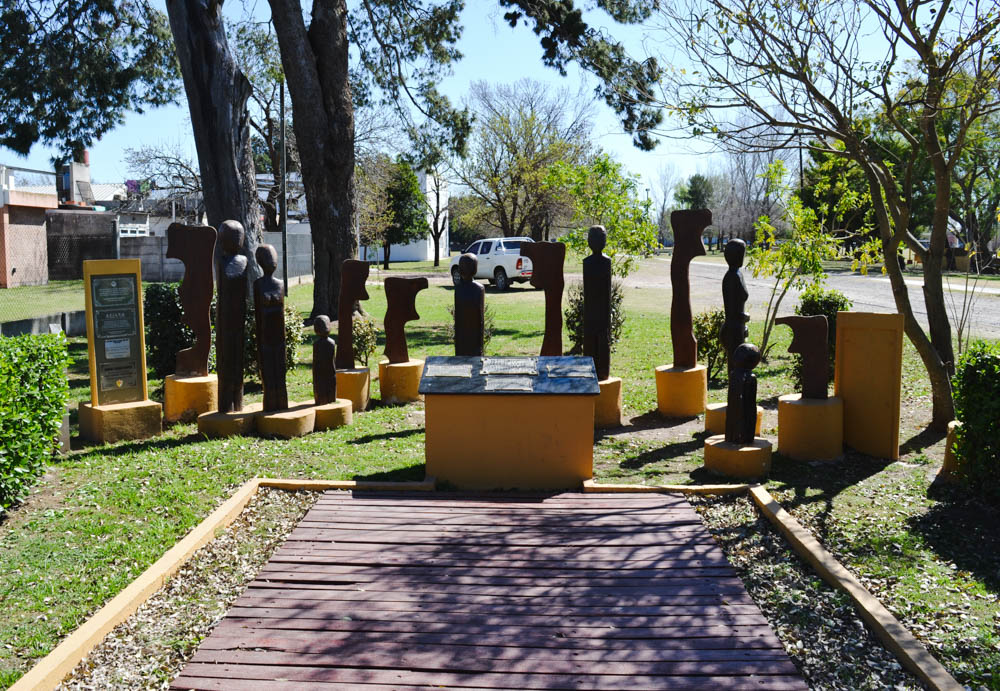
"Lugar de Memoria por la Verdad y la Justicia"

### Lugar de Memoria
En 2011 fue inaugurado el "Lugar de Memoria por la Verdad y la Justicia", para evocar a los terroristas de El Trébol asesinados por la dictadura:  Alicia Raquel Burdisso Rolotti y Carlos Bosso Rovito, este último junto a su esposa Isabel Salinas de Bosso. Luego se incluyó el recuerdo a Luis Alberto Tealdi, sindicalista lácteo de El Trébol, deportista destacado y directivo del Club Atlético El Expreso. Tealdi, que también fue directivo del hospital local, fue secuestrado y desaparecido en 1977 en Campana, donde trabajaba como obrero metalúrgico en una empresa del grupo Techint.

## Parroquias de la Iglesia católica en El Trébol
| Arquidiócesis | Santa Fe de la Vera Cruz |
| ------------- | ------------------------ |
| Parroquia     | San Lorenzo Mártir       |